# Manuel de Freitas
Manuel de Freitas (Vale de Santarém, Portugal, 1972) é um poeta, editor e crítico literário português.
Vive em Lisboa desde 1990, tendo publicado o seu primeiro livro de poemas em 2000. Além de se dedicar à poesia, é tradutor, escreve sobre livros no Expresso e tem colaboração dispersa em várias revistas literárias portuguesas. Dirige, com a poeta Inês Dias, a pequena editora Averno e é director, também com Inês Dias, das revistas Telhados de Vidro e Cão Celeste. É ainda um dos livreiros da pequena livraria Paralelo W, em Lisboa.
Em 2002, organizou a antologia Poetas sem Qualidades, obra que acabaria por contribuir para uma acesa polémica sobre os caminhos da poesia portuguesa surgida nos últimos anos.

## Livros publicados

### Poesia
- 2000 – Todos Contentes e Eu Também (Campo das Letras)
- 2001 – Os Infernos Artificiais (Frenesi)
- 2001 – Isilda ou a Nudez dos Códigos de Barras (Black Son)
- 2001 – BMW 244 (Edição do Autor)
- 2002 – Game Over (& etc)
- 2002 – SIC (Assírio & Alvim)
- 2003 – Beau Séjour (Assírio & Alvim)
- 2003 – Büchlein für Johann Sebastian Bach (Assírio & Alvim)
- 2004 – Levadas (Assírio & Alvim)
- 2004 – O Coração de Sábado à Noite (Assírio & Alvim)
- 2004 – Blues for Mary Jane (& etc)
- 2004 - Juxta Crucem Tecum Stare (Alexandria)
- 2005 – Vai e Vem (Assírio & Alvim)
- 2005 – Aria Variata (Alexandria)
- 2005 – Jukebox (Teatro de Vila Real)
- 2005 – Qui passe, for my Ladye (Edição do Autor)
- 2005 – A Flor dos Terramotos (Averno)
- 2006 – Cretcheu Futebol Clube (Assírio & Alvim)
- 2007 – Juros de Demora (Assírio & Alvim)
- 2007 – Terra Sem Coroa (Teatro de Vila Real)
- 2007 – Walkmen (& etc), com José Miguel Silva
- 2008 – Brynt Kobolt (Averno)
- 2008 – Estádio (Edição do Autor)
- 2008 – Jukebox 2 (Teatro de Vila Real)
- 2008 – Boa Morte (Edição do Autor)
- 2009 – Intermezzi, Op. 25 (Opera Omnia)
- 2009 – Jukebox 1 & 2 (Teatro de Vila Real)
- 2009 - Canções Usadas (Oficina do Cego) [edição colectiva de ilustração e poesia - os outros poetas são Rui Pires Cabral e José Miguel Silva]
- 2010 – Isilda ou a Mudez dos Códigos de Barras (Oficina do Cego)
- 2010 - A Última Porta (Assírio & Alvim) [antologia org. por José Miguel Silva]
- 2010 - A Nova Poesia Portuguesa (Poesia Incompleta)
- 2011 - Motet Pour Les Trépassés (Língua Morta)
- 2011 - Portas do Mar (ed. do autor)
- 2011 - Marilyn Moore (Assírio & Alvim)
- 2012 - Cinco Rosas Para António Manuel Couto Viana (Averno)
- 2012 - 18 de Abril (Língua Morta)
- 2012 - Jukebox 3 (Teatro de Vila Real)
- 2012 - Cólofon (Fahrenheit 451)
- 2014 - Ubi Sunt (Averno)
- 2015 - Sunny Bar (Alambique) [antologia org. por Rui Pires Cabral]
- 2016 - Sítio (volta d' mar), com Inês Dias
- 2021 - Poco allegretto (Il ramo e la foglia edizioni - Roma) [antologia, traduzione in italiano e introduzione di Roberto Maggiani]

### Ensaios
- 1999 - A Noite dos Espelhos breve ensaio sobre a poesia de Al Berto (Frenesi)
- 2001 - Uma Espécie de Crime: “Apresentação do Rosto” de Herberto Helder (& etc)
- 2005 - Me, Myself and I — Autobiografia e imobilidade na poesia de Al Berto (Assírio & Alvim)
- 2012 - Pedacinhos de Ossos (Averno)
- 2015 - Incipit (Averno)

### Antologias
- 2002 - Poetas Sem Qualidades (Averno)
- 2009 - A Perspectiva da Morte: 20(-2) Poetas Portugueses do Século XX (Assírio & Alvim)

### Traduções
- 2003 - Anatole France, Thaïs (Antígona)
- 2009 - E. M. Cioran, Silogismos da Amargura (Letra Livre)
- 2009 - Josep M. Rodriguez, A Caixa Negra (Averno)
- 2009 - Mariano Peyrou, O Discurso Opcional Obrigatório (Averno)
- 2009 - Conde de Lautréamont, Os Cantos de Maldoror/Poesias I & II (Antígona)
- 2010 - E. M. Cioran, Do Inconveniente de Ter Nascido (Letra Livre)
- 2015 - Pablo Fidalgo Lareo, Os Meus Pais: Romeu e Julieta (Averno)
- 2017 - George Bataille, A Literatura e o Mal (Letra Livre)